# Lac Marie-Claire
Le lac Marie-Claire est un lac artificiel situé à Kourou, commune de Guyane. Avec le lac Bois Chaudat et le lac Bois Diable, ils forment les trois principaux point d’eau de la ville, qui sont utilisés pour la gestion des excédents d'eau de ruissèlement pluviale de la ville.
Il a été creusé dans les années 1960, pour fournir du sable utilisé pour remblayer les parcelles voisines destinées à accueillir l'expansion de la ville de Kourou.